# Umbar
Umbar est une ville du legendarium de Tolkien. Il était un royaume sur la côte au sud du Gondor en Terre du Milieu. C’était aussi le nom du grand cap et de l’estuaire enclavé et du havre de nature dans ce domaine. C’était probablement aussi le nom d’une ville fortifiée dans ce royaume, car le nom d’Umbar a été utilisé en conjonction avec sa transformation en une grande forteresse, assiégée à ou qu’il est investi, ce qui implique une très petite zone fortifiée.

## Géographie
Umbar était situé au sud de l’embouchure de la rivière Anduin dans la baie de Belfalas dans un havre naturel formé par une péninsule qui s’étendait à l’ouest de la côte de la mer de Belegaer, puis s’incurvait vers le sud et touchait presque la côte qui se trouvait au sud. Cette forme de littoral ne laissait qu’une entrée étroite au havre naturel. La Cité des Corsaires se trouvait à l’extrémité orientale de la baie d’Umbar.
Umbar était le plus proche du Gondor des royaumes de l’Harad. Il est possible que le royaume d’Umbar s’étendait le long de la côte jusqu’à la rivière Harnen et le long de la rivière Harnen jusqu’à sa source dans l’Ephel Dúath avant qu’il ne devienne une partie du Gondor ou après qu’il soit redevenu un royaume indépendant, car le Westron était encore la langue maternelle dans cette région à l’époque de la Guerre de l’Anneau.
Il est possible qu’Umbar ait eu un climat qui fluctuait entre des hivers doux et des étés très chauds et secs,. Il est également possible qu’Umbar ait eu une végétation de forêts clairsemées, parce qu’Umbar semble avoir eu les ressources naturelles nécessaires pour construire une flotte de cinquante grands navires et de plus petits navires qui avaient attaqué Pelargir pendant la Guerre de l'Anneau trente-neuf ans après qu’Aragorn eut brûlé une grande partie des vaisseaux des Corsaires dans le port d’Umbar.

## Histoire

### Fondation et règne númenóréen
Il est possible que la baie d’Umbar ait été découverte par Aldarion, le fils du roi númenóréen Tar-Meneldur, lorsqu’Aldarion a échappé de justesse à un naufrage dans le Harad lors d’un voyage à bord de trois navires, qui a duré de S.A. 829 à 843. Après que Sauron ait appris qu’Aldarion était devenu un grand constructeur de navires qui a navigué avec ses navires pour se réfugier loin dans le Harad, il a choisi le Mordor comme forteresse pour contrer la menace d’un débarquement par les Númenoréens.
Jusqu’à la fin du règne du roi númenóréen Tar-Minastir en S.A. 1869, les Númenóréens sont venus en Terre du Milieu en tant qu’enseignants et amis de la population locale.
Vers 1800, les Númenóréens commencèrent à établir des possessions sur les côtes, qui incluait peut-être déjà Umbar. Il est possible que le fils de Tar-Minastir, Ciryatan ait navigué jusqu’à Umbar, car il a voyagé vers le sud avant de prendre le sceptre de son père en 1869.
Pendant le règne des rois númenóréens Tar-Ciryatan et Tar-Atanamir, les Númenóréens opprimèrent les hommes de la Terre du Milieu et prélevèrent un lourd tribut auprès des hommes des côtes, et leurs navires rapportèrent des métaux et des pierres précieuses de la Terre du Milieu.
Sous le règne du roi númenóréen Tar-Ancalimon, Umbar a été transformé en une grande forteresse de Númenor en 2280.
Pendant les dissensions qui surgirent lorsque l’Ombre tomba sur Númenor, Umbar était la colonie la plus septentrionale des Hommes du Roi ; Sauron, après avoir essayé de briser l’emprise númenóréenne croissante à l’instigation, tenta d’attaquer les havres et les forts númenóréens, envahit leurs côtes, mais Umbar résista,.
En 3261, Le roi Ar-Pharazôn de Númenor débarqua à Umbar pour défier Sauron et voyagea sept jours avec bannière et trompette. Umbar est resté un symbole de la fierté númenóréenne jusqu’à la fin de la vie.
Alors que Sauron était à Númenor et que l’Ombre et la dissidence devinrent plus grandes, Umbar était l’une des forteresses et des habitations sur les côtes, habitées par les Hommes du Roi et les serviteurs de la Terre du Milieu à sa volonté ; ces seigneurs maléfiques se concentraient principalement au sud, loin de la domination de Gil-Galad. Umbar devait être un point important de déportation d’esclaves et d’impôts vers Númenor.
Après la chute de Númenor, Umbar resta entre les mains des Númenóréens, essentiellement un royaume en exil aux côtés de l’Arnor et du Gondor. Mais contrairement à ces autres, Umbar avait été utilisé par les Númenóréens Noirs, qui n’étaient pas amicaux avec les Elfes ou avec leurs compagnons Fidèles Númenóréens.
Deux seigneurs noirs númenóréens, Herumor et Fuinur, étaient probablement originaires d’Umbar, car à la fin du Deuxième Âge, ils devinrent très puissants parmi les Haradrim, un peuple voisin. Il ne fait aucun doute que les Númenóréens d’Umbar ont été enrôlés avec Sauron en 3429. Leur sort est inconnu, mais il est possible qu’ils soient morts pendant la Guerre de la Dernière Alliance.
Le sort des autres colonies des Númenóréens plus au sud d’Umbar n’est pas clair, mais on dit qu’elles ont été « absorbées » et qu’aucune tentative n’a été faite pour les impliquer dans les guerres. Cela pourrait signifier qu’ils étaient tout simplement trop isolés, géographiquement et politiquement, et qu’ils agissaient en leur propre nom. Quoi qu’il leur arrive, ils sont tombés hors de l’image de l’Occident.

### Umbar dans le cadre du Gondor
Le roi du Gondor, Eärnil Ier, répara le havre de Pelargir, construisit une grande marine et assiégea Umbar par terre et par mer. Dans l’A.T. En 933, il s’empara d’Umbar. Umbar n’a été prise qu’à un prix élevé, car ses habitants Númenóréens noirs en tant que descendants des hommes du roi ont hérité de leur haine du Gondor en tant que royaume des partisans d’Elendil et a probablement défendu Umbar avec véhémence à cause de cela. À la suite de la capture d’Umbar par le Gondor, les seigneurs Númenóréens noirs d’Umbar ont été chassés d’Umbar et Umbar est devenu un grand port et une forteresse de la puissance du Gondor. Seulement trois ans plus tard, en 936, Le roi Eärnil a été perdu en mer avec de nombreux navires et hommes dans une grande tempête au large d’Umbar.
Le fils d’Eärnil, Ciryandil, continua à construire des navires. Au cours de son règne, les Hommes du Harad, dirigés par les seigneurs Númenoréens Noirs, qui avaient été chassés d’Umbar, vinrent avec une grande force et assiégèrent Umbar. En 1015, Ciryandil est tué lors du siège d’Umbar.
Le siège d’Umbar dura de nombreuses années, mais Umbar ne put être pris, à cause de la puissance maritime du Gondor. probablement parce qu’Umbar pouvait être réapprovisionné et renforcé par des navires du Gondor par voie maritime. Le fils de Ciryandil, Ciryaher, prit assez de temps pour rassembler une armée et une marine, descendit par voie terrestre en traversant la rivière Harnen et par mer et vainquit complètement les hommes du Harad en 1050. En conséquence, Ciryaher prit le nom de Hyarmendacil « vainqueur du Sud » et les rois des Hommes du Harad durent reconnaître la suzeraineté du Gondor. Pendant son règne, le royaume du Gondor s’étendait vers le sud jusqu’à la rivière Harnen et le long de la côte jusqu’à la péninsule et le havre d’Umbar, et les fils des rois du Harad vivaient comme otages à la cour du roi Ciryaher.
Après la prise d’Umbar par le Gondor, les Gondoriens construisirent un grand pilier blanc sur la plus haute colline du promontoire au-dessus du Havre comme monument de la soumission de Sauron au roi Númenóréen Ar-Pharazôn. Le pilier était couronné d’un globe de cristal qui reflétait les rayons du soleil et de la lune et brillait comme une étoile brillante que l’on pouvait voir par temps clair, même sur les côtes du Gondor ou au loin sur la mer occidentale.
Lorsque le roi Valacar du Gondor vieillit, il y avait déjà une rébellion dans les provinces du sud. Certains Dúnedain refusèrent d’accepter son fils Eldacar comme leur futur roi, parce qu’Eldacar était né dans un pays étranger, avait été nommé Vinitharya dans une langue étrangère dans sa jeunesse et ils craignaient qu’Eldacar n’ait une vie plus courte, car sa mère, qui venait d’un pays étranger et qu’ils percevaient comme étant d’une race « inférieure », n’avait eu qu’une vie courte par rapport à la vie plus longue d'un Dúnedain. Après la mort du roi Valacar en 1432, une guerre civile, appelée Kin-strife, commença au Gondor. Les habitants des grands havres d’Umbar et de Pelargir et des côtes soutenaient le capitaine de navires, Castamir, qui était l’un de ceux qui étaient les plus proches de la couronne par le sang. En 1437, Castamir déposa Eldacar, qui s’enfuit chez ses parents en Rhovanion. Dix ans plus tard, en 1447, Eldacar revint du nord avec une grande armée de Dúnedain venus du nord du royaume et d’hommes du Nord, qui avaient été au service du Gondor et avaient tué Castamir lors d’une grande bataille aux traversées de la rivière Erui. Cependant, les fils de Castamir s’enfuirent à Pelargir et Eldacar assiégea Pelargir en 1447.

### Corsaires d’Umbar
Dans l’A.T. 1448, Après que les fils de Castamir eurent rassemblé toutes les forces qu’ils pouvaient à Pelargir, ils s’embarquèrent pour Umbar et établirent une seigneurie indépendante et un refuge pour tous les ennemis du roi du Gondor à Umbar. Il est possible que les rebelles aient emmené leurs femmes et leurs familles avec eux à Umbar, parce qu’ils avaient tenu longtemps avec d’autres membres de leur famille à Pelargir et qu’ils avaient pu rassembler des gens à Pelargir, parce qu’Eldacar n’avait pas de navires pour assiéger Pelargir par la mer. Umbar resta en guerre avec le Gondor pendant de nombreuses vies d’hommes et constitua une menace pour les côtes du Gondor et pour tout le trafic sur la mer. La région du Gondor du Sud est devenue une terre discutable entre les rois du Gondor et les Corsaires d’Umbar. À la suite de la perte d’Umbar, le contrôle du Gondor sur les Hommes du Harad a diminué.
Après la guerre de parenté, les proches parents des rois du Gondor qui étaient soupçonnés de trahison ou de conspiration contre les rois s’enfuirent à Umbar et rejoignirent les rebelles.
En 1540, le roi Aldamir fut tué lors d’une guerre contre les Haradrim et les Corsaires d’Umbar.
En 1551, son fils Hyarmendacil II a vaincu les Hommes du Harad et écrasé Umbar.
Les chefs des corsaires d’Umbar, d’Angamaitë et de Sangahyando, les arrière-petits-fils de Castamir, apprirent par des espions que Minardil, le roi du Gondor, se trouvait dans le port gondorien de Pelargir et qu’il ne soupçonnait aucun danger, car son père avait écrasé Harad et Umbar. En 1634,, les corsaires d’Umbar, conduits par Angamaitë et Sangahyando, firent un raid sur la rivière Anduin, tuèrent Minardil à Pelargir, ravagèrent Pelargir et les côtes et s’échappèrent avec un grand butin.
Sous le règne du roi Telumehtar, l’arrière-petit-neveu de Minardil, les Corsaires attaquèrent les côtes du Gondor jusqu’aux Anfalas. En conséquence, Telumehtar rassembla ses forces et prit Umbar d’assaut et chassa les Corsaires en 1810. Les derniers descendants de Castamir sont morts pendant cette guerre. Après la reconquête d’Umbar, Telumehtar ajouta le titre d’Umbardacil (vainqueur d’Umbar) à son nom.
Umbar fut de nouveau tenu pendant un certain temps par les rois du Gondor, mais fut de nouveau perdu dans les nouveaux maux qui s’abattirent bientôt sur le Gondor et tombèrent entre les mains des hommes du Harad. Il est possible qu’Umbar ait été tenu par les rois du Gondor au moins jusqu’en 1975. En 1899, Le roi Calimehtar était à l’abri d’autres dangers lorsqu’il conduisit une armée hors d’Ithilien vers la plaine de Dagorlad. parce que son grand-père Teluhmetar s’était emparé d’Umbar et avait brisé le pouvoir des Corsaires et que les peuples de Harad étaient occupés par leurs propres guerres et querelles. À partir de cette année-là et jusqu’en 1944, le Gondor a bénéficié d’un répit de la guerre. En 1944, pendant la guerre contre les Gens-de-Chariots, les Haradrim et les Hommes de Khand, l’armée du sud du Gondor était plus petite, car le danger du sud était considéré comme plus faible. parce que l’aide d’Umbar pour une attaque sur Ithilien par des ennemis venant de près de Harad n’était pas disponible. À l’automne 1973, le roi Eärnil II se sentit suffisamment en sécurité pour pouvoir envoyer de l’aide à l’Arthedain et envoya une armée de puissance pour une guerre de grands rois, bien qu’il ne s’agisse que d’une petite force de toute l’armée du Gondor, sur tant de navires qu’ils pouvaient à peine trouver un port, bien qu’ils aient rempli les Havres Gris, Harlond et Forlond. Il semble peu probable que le roi Eärnil II se soit senti suffisamment en sécurité pour envoyer une flotte aussi importante du Gondor à l’aide de l’Arthedain s’il avait craint une attaque du Gondor par des navires d’Umbar. Il semble également peu probable que le Gondor n’ait pas été en mesure de tenir Umbar lorsqu’il disposait encore d’une flotte et d’une puissante armée, car Umbar ne pouvait pas être pris dans le passé à l’époque du roi Ciryaher lors d’un siège par les hommes de Harad qui a duré de nombreuses années, en raison de la puissance de la flotte du Gondor.

### Règne des Haradrim
Sous le règne de l’intendant Cirion (T.A. 2489-2567), les Corsaires d’Umbar attaquèrent les côtes du Gondor.
En 2746, le 15ième prince de Dol Amroth fut tué par les corsaires d’Umbar.
Les Corsaires passèrent beaucoup de temps à préparer une grande flotte. En 2758, trois flottes partirent d’Umbar et de Harad et débarquèrent en de nombreux endroits le long des côtes du Gondor et même à l’embouchure de la rivière Isen et à l’embouchure de la rivière Lefnui. Les troupes d’Umbar et de Harad aidèrent les Dunlendings qui étaient dirigés par Wulf, le fils de Freca, un seigneur possédant de vastes terres des deux côtés de la rivière Adorn dont on disait qu’il avait beaucoup de sang Dunlending et qui avait été tué par le roi Helm du Rohan, à envahir le Rohan par l’ouest au-delà de la rivière Isen et en aval d'Isengard. Avant le printemps 2759, Beregond, le fils de l’intendant Beren, vainquit les Corsaires d’Umbar et les Hommes de Harad qui avaient envahi le Gondor et envoya par la suite des troupes au Rohan pour aider les Rohirrim à vaincre les envahisseurs. En conséquence, les Dunlendings ont été chassés du Rohan et d’Isengard.
Après le second avènement de Sauron, Umbar tomba sous la domination des serviteurs de Sauron et le grand pilier blanc qui avait été construit sur la plus haute colline du promontoire au-dessus du havre par les disciples d’Elendil comme monument à l’humiliation de Sauron par Ar-Pharazôn fut renversé. Il est possible que ces serviteurs de Sauron aient été des Hommes du Harad, parce qu’Umbar était tombé entre les mains des Hommes du Harad.
En 2980, Aragorn servit l’intendant Ecthelion II en tant que capitaine déguisé sous le nom de Thorongil, rassembla une petite flotte, attaqua Umbar de nuit, brûla une grande partie des navires des Corsaires, renversa le capitaine du Havre lors d’une bataille sur les quais, puis retira sa flotte avec de faibles pertes.

### La Guerre de l’Anneau
Pendant la Guerre de l’Anneau, les habitants d’Umbar et de Harad avaient remonté la rivière Gilrain jusqu’à la ville de Linhir et s’étaient battus contre les hommes de Lamedon qui défendaient les gués de la rivière. Quand Aragorn arriva à Linhir avec l’Armée des Morts, les défenseurs et les assaillants s’enfuirent vers l’est en direction de Pelargir. La flotte principale d’Umbar, composée d’une cinquantaine de grands navires et de navires plus petits que le nombre incalculable, avait navigué vers Pelargir. Beaucoup d’esclaves rameurs qui étaient enchaînés aux rames de ces navires étaient des gens du Gondor qui avaient été capturés par les Corsaires d’Umbar lors de raids. Lorsque l’Armée des Morts atteignit Pelargir et arriva aux navires qui étaient amarrés et aux navires qui étaient ancrés, tous les marins terrifiés sautèrent par-dessus bord. Certains navires s’étaient éloignés pour tenter de s’échapper en descendant le fleuve ou pour atteindre la rive opposée et beaucoup de petites embarcations brûlaient. Aragorn fut en mesure de capturer les navires restants, de les armer avec des troupes de Lebennin, de l’Ethir Anduin et de Lamedon et de les faire remonter la rivière Anduin à la rame et à la voile pour libérer la ville de Minas Tirith du siège des troupes de Sauron.
Après la Guerre de l’Anneau, le nouveau roi du Royaume réunifié, Aragorn, fit la paix avec les peuples d’Harad. Il est possible que le roi Elessar ait complètement soumis Umbar dans une guerre sur les champs lointains du Sud avec l’aide du roi Éomer et de la cavalerie de la Marche.

## Culture

### Politique et gouvernement
On ne sait pas comment la colonie númenóréenne d’Umbar était gouvernée avant la chute de Númenor, alors qu’elle était un bastion des hommes du roi qui furent par la suite appelés les Númenóréens noirs. Aucun « roi d’Umbar » n’est mentionné dans les Annales des rois et des souverains après la chute de Númenor. Il est possible que les Númenóréens noirs considéraient les héritiers d’Elendil comme des usurpateurs. Il est également possible qu’ils n’aient pas choisi un nouveau roi comme successeur du roi Ar-Pharazôn, car ils ne savaient pas si Ar-Pharazôn avait survécu à l’invasion d’Aman et y avait réalisé son désir d’immortalité ou s’il était mort à Aman ou dans la noyade de Númenor.
On ne sait pas si Herumor et Fuinur, qui prirent le pouvoir parmi les Haradrim dans les vastes terres au sud du Mordor, étaient les souverains d’Umbar.
Dans l’A.T. En 1634, Angamaitë et Sangahyando étaient les chefs des corsaires d’Umbar.
À l’époque de la Guerre de l’Anneau, Umbar était occupée par des peuples hostiles dont les seigneurs étaient à l’origine des rebelles Númenóréens et étaient actuellement des pirates. Les noms et le nombre de ces seigneurs qui ont régné sur Umbar pendant la Guerre de l'Anneau ne sont pas connus.

### Langue
Au cours du Troisième Âge, le westron était devenu la langue maternelle de presque tous les hommes qui vivaient à l’intérieur des frontières de l’ancien royaume du Gondor, y compris tout le long des côtes de l’Umbar vers le nord et à l’intérieur des terres jusqu’à l’Ephel Dúath. À l’époque de la Guerre de l’Anneau, le westron était encore la langue maternelle dans cette région,.

## Autres versions du legendarium
L’étiquette « Havres d’Umbar » est écrite sous une baie qui se trouve au sud du Gondor Sud, près du bord inférieur de la Carte Générale de la Terre du Milieu qui a été incluse dans les éditions précédentes du Seigneur des Anneaux. La Cité des Corsaires se trouve à l’extrémité orientale de la baie d’Umbar sur cette carte.

## Étymologie
L’origine du nom Umbar a été oubliée. Umbar a déjà reçu son nom avant que les navires des Númenóréens ne naviguent sur la mer. En conséquence, c’est un nom dans l’une des langues pré-númenóréennes. Malgré la similitude fortuite, le nom Umbar n’est pas lié au mot quenya umbar, qui signifie destin.

## Représentation dans les adaptations
2023 : Le Seigneur des Anneaux Online :
La Cité des Corsaires est connue sous le nom d’Umbar Baharbêl, et le royaume englobe également le cap d’Umbar et les quelques colonies qui s’y trouvent. Au large du cap se trouve l’archipel jonché d’épaves appelé « Zirâr Tarka, les îles boucliers » d’Umbar, qui abrite des naufragés, des exilés et des flibustiers. La langue umbari est partiellement inspirée du maltais.
Après la défaite de Pelargir et la chute de Sauron, le peuple Umbari se rebelle contre ceux qui sont fidèles à Sauron et à l’Empire d’Ordâkh qui occupe la ville. Aujourd’hui une ville libre, Umbar est gouvernée par un conseil de sept personnes appelé la « Parenté des Pièces ». Au moins certains membres de la famille ont des desseins contre le Gondor, et les joueurs doivent donc enquêter pour le compte du roi Elessar et de la reine Arwen, tout en se liant d’amitié et en aidant les citoyens.